# 華道遠州

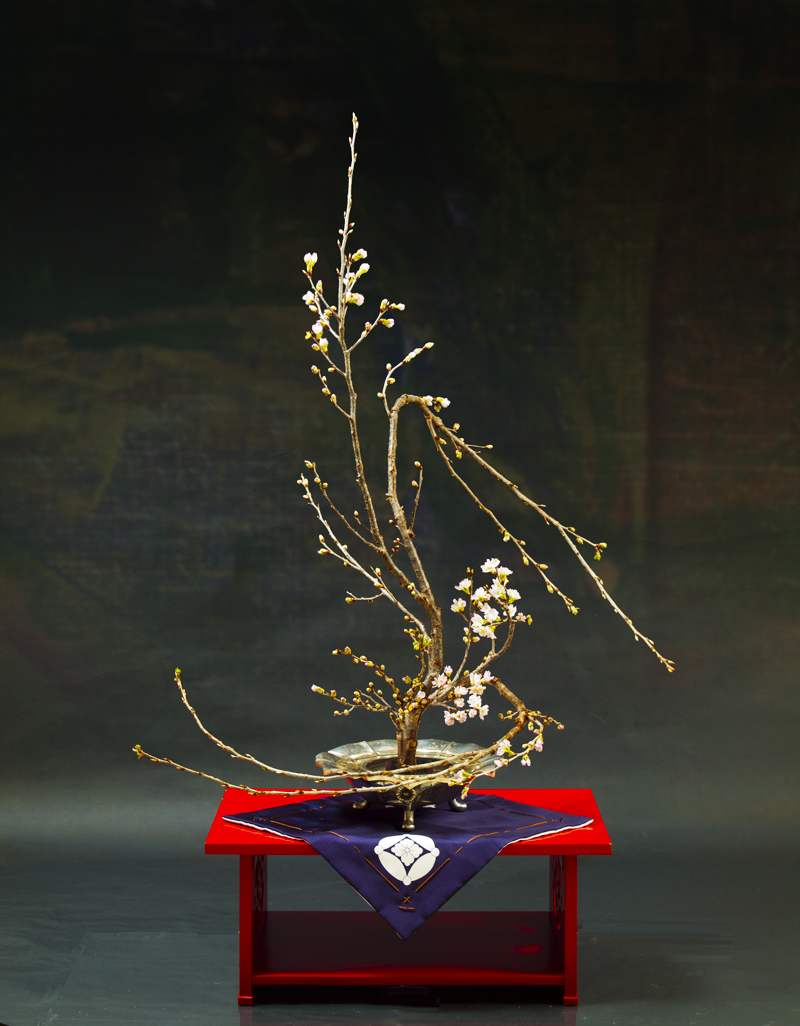
宗家、芦田一寿の古典生花。華道遠州独特の柔らかい曲線、握り撓めや楔撓めなどを駆使して枯れないまま太い枝を曲げている。江戸時代からの伝統的なテクニックで桜が生けられている。

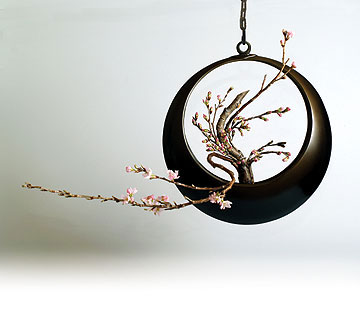
宗家、芦田一寿月光筒生けの彼岸桜の古典生花。

華道遠州 （かどうえんしゅう）はいけばなの流派。宗家は芦田一寿。平成5年(1993年)に遠州(旧正風遠州流)の宗家である父 芦田一馬より息子の一寿が独立して興した流派である。

## 歴史と系譜
遠州流は、茶道や作庭の分野で知られる小堀遠州（小堀遠江守政一）を流祖とする。遠州は茶人としてのみならず、庭園や茶道具の意匠、いけばなに至るまで美意識を貫き、黄金比や「綺麗さび」の理念をもとに、花の構成にも均整と調和を求めたとされる。
この美意識は、師弟関係を通じて後世へと受け継がれた。遠州の弟子にあたる鶴陽舎一明（加賀爪直澄）は江戸町奉行・寺社奉行などを歴任した武士でありながら、茶・華道にも通じていた。その後、真賓庵森一斎、信松斎一蝶といった一明の門弟たちが「綺麗さび」の理念をさらに深め、華道に昇華させていった。
この系譜の最終に位置する春秋軒一葉は、江戸中期の花人であり、いけばなの構成法である「規矩」を整備し、作法や形式を体系化した。明和6年（1769年）に刊行された『瓶花群載』には一葉の作品が掲載されており、当時すでに「遠州流」として確立された流派であったことがうかがえる。

### 系譜
華道遠州における思想的・技術的な流れは、以下のような師弟関係によって継承されてきたとされている：
- 小堀遠州（流祖）
  - 鶴陽舎 一明（加賀爪直澄）
    - 真賓庵 森一斎
      - 信松斎 一蝶
        - 春秋軒 一葉（規矩を整備し、流派の形式を確立）

その後、江戸後期にかけて本家とも言える三大遠州流が成立する。すなわち、貞松斎一馬による正風遠州流、春草庵一枝による日本橋遠州流、本松斎一得による浅草遠州流である。いずれも小堀遠州の「綺麗さび」の美意識を、花の姿を通して表現しようとした流派である。
こうした系譜の中で、正風遠州流の六世である芦田春寿の後を継ぎ、平成5年（1993年）に芦田一寿が新たに流派を立てたのが「華道遠州」である。華道遠州は、遠州流の伝統と小堀遠州の美意識を現代に伝え、生活空間にも調和するいけばなを追求している。

## 特徴と評価
江戸の中・後期にとくに流行した流派で、それまでの「投入花」「立華」形式よりさらに生ける作家の芸術性や創作性が加味された独特の曲、技巧を花や枝に加え形に当てはめていくという花型が特徴。その歴史的意義と美的理念は、文化財登録に向けた議論でも言及されている。
それまで武家社会や公家社会だけのものであったいけばなを、広く庶民にまで流行させた。とくに江戸後期になると全国で遠州流と名のつく流派が多数発生した。それでも江戸の武家社会の嗜みとして遠州のいけばなは愛され、今でも日本全国の城下町に引き継がれている地域が多い。
版画技術により花体の図が広く全国に普及し、またそれらの一部が海外にも渡ったこともあり、西洋のフラワーアレンジにもこの流派の曲線(ラインアレンジ)が影響を及ぼしたとも言われている。19世紀末に西洋で隆盛を得たジャポネスクブームとともに紹介された日本のいけばな「華道」の花姿はほとんどが遠州流の花の図であった。鹿鳴館などの建築で有名な明治初頭の西洋近代建築を日本にもたらしたイギリス人建築家のジョサイア・コンドル(ジョサイア・コンダー)Josiah Conderが、1891年に出版した著書『The Floral Art of Japan』において、日本のいけばなの理念や様式を自国に紹介した。その中で、「本書では遠州流（Enshiu style）を主に採用しており、それはより現代的な流派の中でも最も精緻で、かつ人気のある様式の一つだからである」と評している。また、他流派の作例にも言及しつつも、いけばな理念、精神、花形など、全体として遠州流の様式が基準となっている構成が見られる。また、同書は1999年に『美しい日本のいけばな』として邦訳された。天地人の三才を花の規矩とし、くさび撓め(ひき撓め)など高度な技術を多用して枝を曲げ、富士山を表現したり、川の流れ、滝などを表現するなど、曲生けとよばれる姿が特徴である。
芸術家の北大路魯山人は随筆「花道にも憲章あり」（『魯山人: 文芸の本棚』所収）において、遠州流の花について「自然の誇張と調和が見事に表現されて少しも無理を感じない」「日本の家屋にこれほど納まりがよいものはない」と評しており、遠州流の美意識に深い共感を示している。